# Armáda
Armáda je ve vojenství označení

Země dle počtu aktivních vojáků (2009)

1. pro ozbrojené síly daného státu nebo národa,
2. v anglickojazyčné terminologii (army)[1] či v užším slova smyslu[2] pro pozemní síly bez letectva a námořnictva,
3. případně pro vojenskou jednotku podřízenou například skupině armád.

Armáda je znakem a garantem suverenity národního státu. Přestože může být armáda schopna napadení jiného státu a expanze na jiné území, jejím primárním úkolem (a úkolem každého vojáka v ní) je obrana vlasti. Pro tento účel skládá každý voják vojenskou přísahu oproti žoldákovi, který se zavazuje ke službě jen smluvně.
Vojenské entity bez vztahu ke konkrétnímu území se zpravidla nazývají legie nebo soukromé armády. Jako armády jsou označovány také různá ozbrojená uskupení často nezávislá na státních strukturách, někdy nelegální (např. Irská republikánská armáda nebo albánská UÇK). Slovo armáda je občas užíváno i v pojmenování neozbrojených občanských organizací, zvláště mají-li polovojenskou organizaci a strukturu (např. Armáda spásy).
Slovo „armáda“ pochází z latinského armāta  – ozbrojený. Ve španělštině a portugalštině označuje armada námořní flotilu (například Španělská Armada).

## Armáda jako jednotka

Značka pro armádu v mapové symbolice NATO.

Armáda jako samostatná vojenská jednotka nasazená v poli se skládá z velitelství, několika sborů anebo samostatných divizí, případně i menších jednotek přímo podřízených velitelství armády. Jde tedy o tzv. polní armádu, která může být buď tzv. vševojsková, tj. složená ve vyrovnaném poměru z jednotek všech druhů pozemního vojska, případně specializovaná, s důrazem na některý druh nebo typ jednotek - např. armáda tanková, jízdní nebo letecká - nebo o armádu speciálního určení - např. během 2. světové války existovala 1. spojenecká vzdušně výsadková armáda složená výhradně ze vzduchem přepravitelných jednotek. Početnost armády závisí na jejím složení a tradici toho kterého státu, obvykle však dosahuje mnoha desítek tisíc vojáků. Nadřazená vojenská jednotka je skupina armád.
Americký generál George S. Patton, který se za 2. světové války proslavil především jako velitel 3. armády, popsal její složení takto:
Celkový počáteční stav armády se pohybuje od jednoho do tří set tisíc osob podle toho, kolik má sborů a divizí – bez započtení leteckých jednotek, které ji podporují. Armáda musí za prvé bojovat, za druhé jíst, za třetí být schopná rychle se pohybovat a konečně – nikoli však na posledním místě – musí být vybavena vším potřebným ke splnění svého poslání. Ve skutečnosti se armáda stará o většinu toho, co potřebuje k životu početně stejně velké společenství lidí. (...) Armádě bývají zpravidla podřízena tři nebo čtyři velitelství sborů. (...) Sbor má pěší a obrněné divize, které bojují, a četné podpůrné složky, jež jim pomáhají plnit úkoly.
George S. Patton, Válka mýma očima, str. 344

## Další charakteristika

Povinná základní vojenská služba ve světě
země bez ozbrojených sil
země bez povinné zákl. voj. služby
země s brannou povinností, ale je přijato méně než 20% celé věkové skupiny
země plánující zrušení povinné zákl. voj. služby
země s povinnou zákl. voj. službou
informace nedostupné

### Branná povinnost
Jednotlivé země lze rozdělit podle branné povinnosti obyvatelstva v době míru – viz mapa vpravo.

### Státy bez armády
Existují i země, které nemají stálou armádu. V takovém případě mohou mít smlouvu s jinou zemí o poskytnutí územní obrany v případě jejího ohrožení (San Marino, Vatikán, Andorra, Lichtenštejnsko). Další možností je substituce armády policií a jinými paramilitárními jednotkami (Kostarika, Panama). Některé země disponují jak armádou, tak paramilitárními sbory.

### Mezinárodní aliance
Vedle bilaterálních smluv existují i smlouvy více států o vzájemné vojenské pomoci pro případ, že bude některá z nich napadena, se ostatní země zavazují ji vojensky pomoci. U vojenských bloků pak je určena i míra pomoci: jako by byla napadena sama, tj. veškerou potřebnou silou.
Kromě „národních“ armád existují i armády, jejichž misí je obrana většího území než jednoho státu. Příkladem jsou mezinárodní vojska Organizace spojených národů.

### Vnitřní působení
V některých zemích se armáda stává politickou silou, spolurozhodující o politických záležitostech. A to buď krátkodobě - např. vojenským převratem - nebo i dlouhodobě. Armáda je zřizována primárně nebo výhradně pro zajištění bezpečnosti dané země proti vnějšímu, tj. zahraničnímu, ohrožení. Vnitřní bezpečností je pověřena policie. Toto rozdělení rolí je u řady zemí zakotveno v právním řádu (často v samotné ústavě). Historický právní dokument, který tyto pravomoce určuje, se nazývá Posse comitatus. Armáda nicméně může poskytnout technické a lidské zdroje své zemi i pro jiné účely, zejména vnitrostátně, například v případě živelní katastrofy, nehody nebo jiné závažné události, která svým rozsahem znemožňuje, aby byla zvládnuta s použitím civilních prostředků, nebo pokud povaha této události znamená vážné ohrožení fungování země. Některé země pro tyto situace mají speciální státní agentury pro účel koordinace vypořádání se s těmito nepříznivými událostmi, např. v USA je to FEMA.

### Nasazení
Použití armád bylo z historického hlediska vždy přizpůsobováno pro konvenční vojenské střety. V posledních stoletích ale určitý podíl získaly i jiné strategie jako např. guerrilla nebo taktika terorismu, proti kterým je nasazení čistě konvenční armády neefektivní a lépe se hodí styl práce blízký policejnímu, jako jsou speciální jednotky (v případě guerilly) nebo velké nasazení infiltrátorů, tajných agentů a špionáže, např. ve válce proti terorismu.

## Vojenské hodnosti
Armáda je organizována přísně hierarchicky. Postavení v armádní hierarchii se odráží v systému vojenských hodností.